# Giovanni Paparoni
Giovanni Paparoni eller John Paparo, død ca. 1158 i Rom, var en italiensk kardinal. Han er kendt som pavelig legat til Irland og Skotland.
Han blev underdiakon under pave Innocens II (som han var beslægtet med) omkring år 1138 Han blev udpeget som kardinal (kardinaldiakon) af pave Celestin II 7. december 1143., og var da tilknyttet kirken Sant'Adriano.
I 1151 fik han titelkirken San Lorenzo i Damaso, og samme år blev han udnævnt til pavelig legat til Irland. Som pavelig udsending ledede han Synoden i Kells i 1152, som fastsatte systemet med fire ærkebispedømmer i Irland: Armagh, Cashel, Dublin og Tuam. Han argumenterede for en reduktion af antallet af bispedømmer i Irland, som da var kommet op på 39.